# Свідомий хіп-хоп
Свідомий хіп-хоп, також відомий як соціально-свідомий хіп-хоп (англ. Conscious hip-hop) — жанр хіп-хопу, пісні в якому зосереджено на висвітленні проблем суспільства. Тексти мають гостросоціальний, антиконфліктний відтінок, як і в політичному репі, хоча й не зачіпають питання політики. Серед основних тем можна виділити релігію, відразу до насильства, культуру, економіку та боротьбу звичайних людей за своє місце під сонцем. Першим треком у цьому жанрі вважається композиція Grandmaster Flash «The Message», оскільки вона вперше в історії хіп-хопу розповіла про проблеми бідності, насильства та жорстокості в житті мешканців ґето.
Більшість представників перебувають в андеґраунді. Загалом стиль непопулярний серед слухачів мейнстриму. Проте існують і винятки, до числа котрих можна віднести таких реперів як KRS-one, Мос Деф, Common та ін.
Найбільшого успіху в цьому напрямі досяг гурт Public Enemy, який в своїй творчості наслідує приклад The Last Poets і є основоположником політичного репу.

## Яскраві представники
- Мос Деф
- Immortal Technique
- 2Pac
- Common
- Таліб Квелі
- OutKast
- Nas
- The Roots
- Hopsin
- Fort Minor
- Кендрік Ламар
- Лупе Фіаско
- Big K.R.I.T.
- Logic